# Place d'Italie (metropolitana di Parigi)
Place d'Italie è una stazione delle linee 5, 6 e 7 della metropolitana di Parigi.

## La stazione
Nel 2004 è stata l'ottava stazione più frequentata dell'intera rete, della Metropolitana di Parigi, con 13,10 milioni di passeggeri.

### Situazione
Place d'Italie, con tre linee di metropolitana, è la stazione centrale del XIII arrondissement di Parigi. Le stazioni delle tre linee sono ubicate sotto la piazza che è un nodo ferroviario di grandi dimensioni con il capolinea della linea 5, il raccordo fra le linee 5 e 6 e fra le linee 6 e 7.
- La stazione della linea 5 è sotto la piazza,
- Quella della linea 6 è orientata est-ovest, dal lato est della piazza all'ingresso di boulevard Vincent Auriol
- Quella della linea 7 è orientata nord-sud, ed ha ingresso dalla avenue d'Italie.

### Origine del nome
La stazione prende il nome dalla place d'Italie sotto la quale è ubicata, all'incrocio di cinque grandi arterie: avenue d'Italie, boulevard Auguste-Blanqui, avenue des Gobelins, boulevard de l'Hôpital e boulevard Vincent-Auriol.

### Storia
- 24 aprile 1906: apertura del troncone Passy – Place d'Italie della « linea 5 » (allora linea 2 sud)
- 2 giugno 1906: apertura della prima tratta della linea 5 fino a Gare d'Orléans (divenuta poi Gare d'Austerlitz)
- 14 ottobre 1907: unione della linea 2 sud e della linea 5; i marciapiedi della linea 2 sud non vengono più utilizzati;
- 1º marzo 1909: apertura della linea 6 fra Place d'Italie (vecchi marciapiedi della linea 2 sud) e Nation;
- 15 febbraio 1930: apertura della stazione della linea 10 linea 10 sul prolungamento da Odéon a Porte d'Italie;
- 26 aprile 1931: la linea 7 sostituisce la linea 10;
- dal 17 maggio al 6 dicembre 1931 e poi dal 6 ottobre 1942: la tratta Place d'Italie - Étoile è integrata, prima temporaneamente e poi definitivamente, alla linea 6, mentre la linea 5 viene limitata a place d'Italie. In quella data la stazione assunse la sua configurazione attuale con le stazioni passanti delle linee 6 e 7 ed il capolinea della linea 5;
- 25 giugno - 2 settembre 2007: i marciapiedi della linea 5 sono stati chiusi per lavori. La stazione Campo-Formio è stata capolinea provvisorio della linea 5.

## Accessi
- Auguste Blanqui: scala su rue Bobillot
- Grand Écran: scala Place d'Italie (difrionte al Centro commerciale)
- Vincent Auriol: scala mobile e scala al 182, boulevard Vincent-Auriol
- Mairie du XIIIème: scala al 146, boulevard de l'Hôpital

## Interconnessioni
La stazione Place d'Italie è in coincidenza delle seguenti linee Bus RATP:
- fermata 27, Place d'Italie e Place d'Italie - Mairie du XIII
- fermata 47, Place d'Italie e Place d'Italie - Mairie du XIII
- fermata 57, Place d'Italie
- fermata 64, Place d'Italie
- fermata 67, Place d'Italie
- fermata 83, Place d'Italie e Place d'Italie - Mairie du XIII
- Noctilien - N15, N22, N31, N120 Place d'Italie